# Fantasia (spel)
Fantasia är ett plattformsspel från 1991 till Sega Mega Drive utvecklat av Infogrames. Fantasia är löst baserat på filmen med samma namn.
Spelaren tar på sig rollen som Musse Pigg och ger sig ut på en färd för att samla ihop trollkarlens toner som han av misstag har släppt ut över hela världen.
Musik, monster och bandesignen är hämtade från filmen.